# Steve Pavlina
Steve Pavlina (* 14. dubna 1971, Santa Monica) je americký autor, motivační řečník a podnikatel. Je autorem knihy Osobní rozvoj pro chytré lidi.

## Životopis
Steve se narodil a vyrostl v Los Angeles jako nejstarší ze čtyř dětí. Během dětství Steve navštěvoval soukromou jezuitskou školu.
27. ledna 1991 byl Steve Pavlina zatčen pro velkou krádež v Sacramentu, Kalifornie a byl odsouzen k 60 hodinám veřejně prospěšných prací. Uvádí, že to byl bod zlomu, který potřeboval, aby změnil svůj život. Také uvádí, že dostal o hodně nižší sazbu než by měl, protože se v rámci jeho právního procesu stala chyba.
Steve Pavlina působil jako viceprezident asociace softwarových profesionálů (ASP) v roce 1996 a jako prezident ASP v roce 2000. V tomto stádiu již Stevovy články v rámci komunity softwarových vývojářů vykazovaly určitý motivační účinek. Na stránkách ASP uvádějí, že Steve skrze své články měl významný a trvalý vliv na ostatní.
V roce 2004 začal Steve Pavlina budovat blog věnovaný osobnímu rozvoji - StevePavlina.com. Svoji softwarovou firmu uvedl do spánku, až ji nakonec 31. října 2006 nadobro uzavřel s tím, že se chce naplno věnovat webovým stránkám a blogu. 15. října 2008 nakladatelství Hay House vydalo Pavlinovu knihu "Osobní rozvoj pro chytré lidi", která rozvádí řadu témat z jeho blogu.

## Blog o osobním rozvoji
Pavlinův blog pokrývá témata jako - osobní rozvoj a úspěch; vědomí a odvaha; produktivita, motivace a stanovení cílů; kariéra, bohatství a podnikání; a duchovno. Jeden z jeho nejvíce známých pokusů se zabýval vícefázovým spánkem, s tím související článek vyšel v britských novinách The Guardian a několika dalších novinách a časopisech.
V prosinci 2010 Steve Pavlina uvolnil všechen obsah svého blogu, který do té doby vytvořil (vyjma knihy "Osobní rozvoj pro chytré lidi", stejně jako obsah, který vytvoří do budoucna (pokud nebude výslovně uvedeno jinak), jako volné dílo.
Od té doby vznikají další blogy s tematikou osobního rozvoje na základě obsahu blogu Steva Pavliny. Tyto blogy začaly vznikat i v Německu a Česku.

## Vliv
Steve Pavlina inspiroval hudebníka Bena Averche k napsání písně "No Division", která byla vytvořena na základě příspěvků na blogu o meditaci.
V roce 2013 si herečka Lindsay Lohan nechala udělat tetování na základě trojúhelníku "pravda, láska, síla" z Pavlinovy knihy.